# T1 (esporte eletrônico)
T1 (anteriormente conhecida como SK Telecom T1 ou SKT T1) é uma organização sul-coreana de esportes eletrônicos operada pela T1 Entertainment & Sports, uma joint venture entre a SK Telecom e a Comcast Spectacor. O time que iria se tornar T1 foi originalmente fundado em 2002 pelo jogador de StarCraft Lim "BoxeR" Yo-hwan sob o nome de Team Orion, que mais tarde foi renomeado para 4 Union em dezembro de 2003. Em abril de 2004, a operadora sul-coreana SK Telecom começou a patrocinar a equipe, criando oficialmente a equipe SK Telecom T1.
A equipe de League of Legends da T1 tem um recorde de cinco títulos do Campeonato Mundial de League of Legends (2013, 2015, 2016 e 2023)
2024) e dez títulos de League of Legends Champions Korea, também um recorde. A equipe também venceu as edições de 2016 e 2017 do Mid-Season Invitational.

## História
No final de 2003, a companhia SK Telecom contratou a equipe de StarCraft da Team Orion (anteriormente 4U) em torno de Lim Yo-hwan e, assim, fundou a SK Telecom T1. Lim Yo-hwan assumiu o papel de capitão da equipe. A SK Telecom T1 fez parte da SK Group, que também incluia a equipe de beisebol SK Wyverns de Incheon, a equipe de basquete SK Knights de Seul e o campeão olímpico Park Tae-hwan.
Desde 2012, a organização também está ativa na League of Legends e ganhou, entre outras coisas, os Campeonatos Mundiais de 2013, 2015 e 2016 dotados de um milhão de dólares. No Mundial de 2017, a SKT T1 chegou à final, mas perdeu por 0–3 para a Samsung Galaxy. Novamente chegaram a final em 2022, porém foram derrotados pela DRX por 3–2.
No final de 2016, as operações da StarCraft II Proleague foram interrompidas e, no decorrer disso, a equipe de StarCraft da SK Telecom T1 também foi dissolvida.
Em fevereiro de 2019, foi anunciado que a SK Telecom T1 seria renomeada para T1, mas eles ainda jogaram sob o nome anterior nesta temporada, incluindo durante o Campeonato Mundial de League of Legends. A partir de novembro de 2019, o CEO Joe Marsh começou a chamar oficialmente a equipe de T1. A base da mudança de nome foi a fundação da T1 Entertainment & Sports, uma joint venture entre a SK Telecom e a Comcast Spectacor.

## Conquistas
Nacionais
- League of Legends Champions Korea
  - Campeão (10): 2013-III, 2014-I, 2015-I, 2015-II, 2016-I, 2017-I, 2019-I, 2019-II, 2020-I, 2022-I
  - Vice-campeão (4): 2017-II, 2021-II, 2022-II, 2023-I

Internacionais
- Campeonato Mundial de League of Legends
  - Campeão (5): 2013, 2015, 2016, 2023, 2024
  - Vice-campeão (2): 2017, 2022
- Mid-Season Invitational
  - Campeão (2): 2016, 2017
  - Vice-campeão (2): 2015, 2022

## Pessoas notáveis
- Lim Yo-Hwan (4 de setembro de 1980), conhecido como SlayerS_`BoxeR`, também abreviado para BoxeR.
- Lee Sang-hyeok (7 de maio de 1996), conhecido como Faker, considerado o maior jogador da história do League of Legends.